# 伊爾斯貝格山
47°57′24″N 13°16′25″E / 47.956623°N 13.273720°E

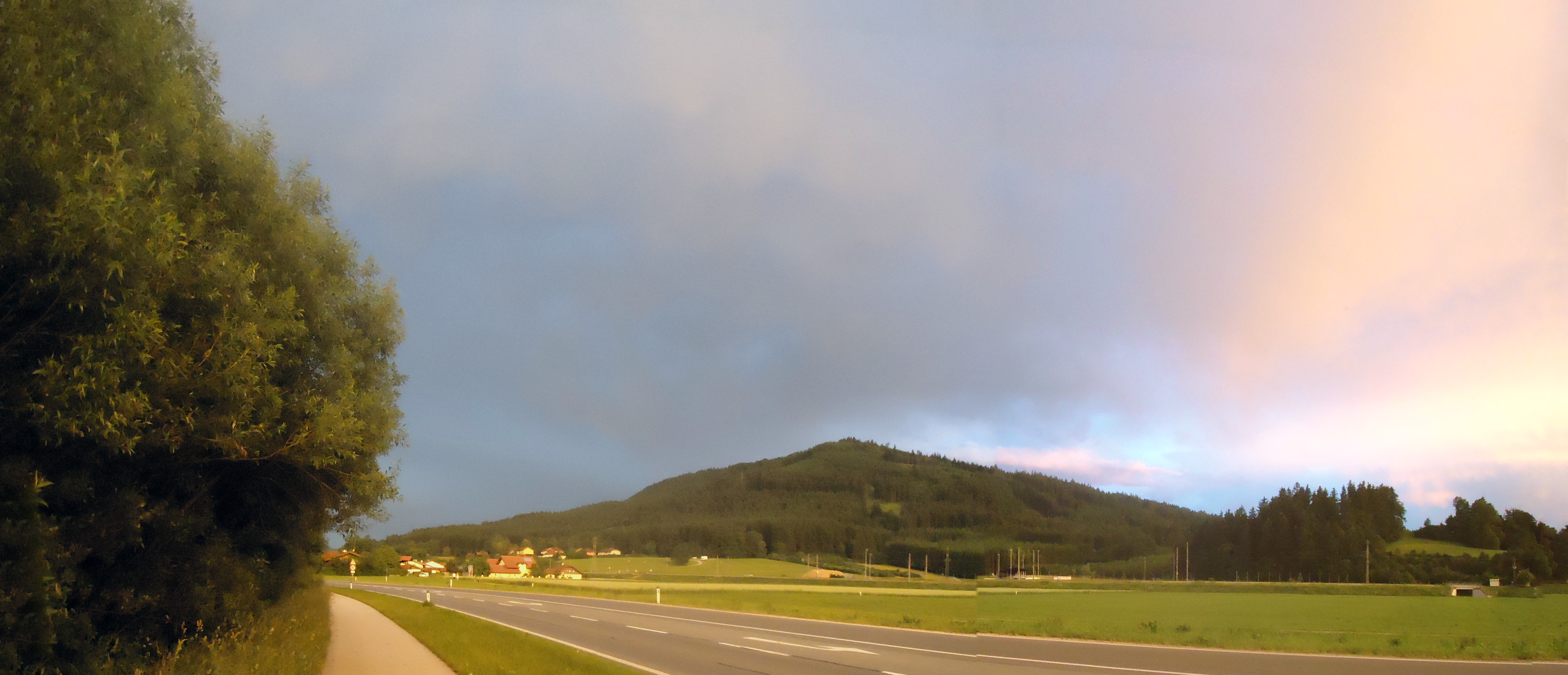

伊爾斯貝格山（德語：Irrsberg），是奧地利的山峰，位於該國北部，由薩爾茨堡州負責管轄，屬於薩爾茲卡默古特山脈的一部分，距離紹貝恩貝格山4.8公里，海拔高度844米，每年平均降雨量1,894毫米。